# Слабка гіпотеза Ґольдбаха
У теорії чисел Слабка гіпотеза Ґольдбаха ()англ. Goldbach's weak conjecture, також відома як Непарна гіпотеза Ґольдбаха, Тернарна проблема Ґольдбаха, або Проблема трьох простих чисел, стверджує, що
Кожне непарне число, більше 5, можна виразити як суму трьох простих чисел. (Просте число може використовуватися більше одного разу в одній сумі.)
Цю гіпотезу називають «слабкою», тому що якщо сильна гіпотеза Гольдбаха (щодо сум двох простих чисел) буде доведена, то це також буде вірно. Бо якщо кожне парне число, більше за 4, є сумою двох непарних простих чисел, додавання 3 до кожного парного числа, більшого за 4, призведе до отримання непарних чисел, більших за 7 (а саме 7 дорівнює 2+2+3).
У 2013 році Гаральд Гельґотт (англ. Harald Helfgott) опублікував доведення Слабкої гіпотези Ґольдбаха. Станом на 2018 рік, математична спільнота вцілому прийняла це доведення як правдиве, хоч воно і досі не було опубліковане в рецензованому науковому журналі. Доведення було прийняте до публікації в журналі Annals of Mathematics Studies в 2015 році, однак з цього часу досі проходить рецензування та доопрацювання, частини що пройшли перевірку і близькі до своєї кінцевої формі були викладені у відкритий доступ.